# Jacob van Eyck
Jacob van Eyck /ˈjaːkɔp vɑn ɛɪ̯k/ (Heusden, 1590 – Utrecht, 26 marzo 1657) è stato un musicista olandese, virtuoso del flauto dolce e massimo esponente  nel suo tempo di esecuzioni di concerti al carillon di campane.

## Biografia
Van Eyck nacque cieco in una famiglia di nobili nella piccola città di Heusden. Nel 1625 lasciò la sua casa e si trasferì a Utrecht dove divenne direttore del concerto di campane della cattedrale della città olandese. Scienziati come Cartesio, Isaac Beeckman ed altri riconobbero le sue notevoli conoscenze di acustica e dell'arte di suonare le campane. I più insigni suonatori di concerti di campane accorrevano da lui per imparare alla sua scuola.
Jacob van Eyck compose Der Fluyten Lust-hof (Il giardino di delizie del flauto), dedicato all'importante statista olandese Constantijn Huygens. Edizioni di questo suo trattato vennero pubblicate nel 1644, 1646, 1649, 1654 e 1656. Der Fluyten Lust-hof è una raccolta molto vasta di pezzi (ben 143) per flauto dolce soprano. I pezzi appartengono a diverse forme musicali come canzoni popolari, musiche per danza, musica sacra, salmi, una "Battaglia" e arie all'epoca famose in tutt'Europa, come Doen Daphne d'over schoone Maeght, Questa dolce sirena, Engels nachtegaeltje, Amarilli mia bella di Giulio Caccini, Come again e Flow my tears (Pavana lachrymae) di John Dowland. Per ogni brano, la melodia è seguita da una serie di variazioni, basate sulla tecnica della diminuzione, di virtuosismo crescente. L'origine della raccolta risale al fatto che la municipalità di Utrecht accordò a van Eyck un'indennità speciale per l'assistenza di cui necessitava in quanto non vedente, a condizione che egli allietasse i cittadini che si ritrovavano a passeggiare nel pomeriggio nei giardini della Cattedrale eseguendo musica con il flauto. Ancora oggi questi pezzi vengono eseguiti correntemente da virtuosi di flauto dolce - nonché, eventualmente trasposti in altri registri, anche da altri strumentisti.